# Парламентские выборы в Великобритании (1900)
Парламентские выборы в Великобритании 1900 года прошли с 26 сентября по 24 октября после роспуска парламента 25 сентября. Они стали двадцать шестыми парламентскими выборами в истории Соединённого королевства Великобритании и Ирландии после Акта об унии 1800 года и пятыми после Третьей парламентской реформы 1884 года, войдя в историю Великобритании как «выборы цвета хаки».
Выборы 1900 года стали последние парламентскими выборами викторианской эпохи, а также последними, когда лидер одной из двух крупнейших партий (и, соответственно, действующий премьер-министр) заседал в Палате лордов, а не в Палате общин. Также на этих выборах впервые в Палату общин был избран Уинстон Черчилль. Годом ранее он баллотировался на дополнительных выборах в парламент в том же округе, Олдеме, но проиграл.

## Политическая ситуация
Маркиз Солсбери, в июне 1895 года в третий раз возглавив правительство, стремился «убить гомруль добротой», запустив программу земельной реформы, которая помогла тысячам ирландских крестьян получить право собственности на землю и в значительной степени положила конец их жалобам на английских землевладельцев. Закон о пенсиях учителям начальной школы по выслуге лет 1898 года позволил учителям получать ренту за счёт добровольных взносов. Закон о начальном образовании 1899 года разрешил школьным советам обеспечивать образование умственно и физически дефективных и эпилептических детей.
25 сентября 1900 года Палата общин была распущена и объявлены новые выборы. Выборы проходили на фоне Второй англо-бурской войны, начатой Великобританией 11 октября 1899 года. Хотя в целом война вызвала рост патриотических настроений в стране, но внутри Британии и её империи существовало значительное недовольство и войной и тем как она ведётся из-за зверств и военных неудач, в основном в Либеральной партии. Однако в целом война была хорошо принята британской общественностью, которая организовала многочисленные публичные демонстрации и парады поддержки.
Консервативная партия во главе с маркизом Солсбери со своими союзниками, либералами-юнионистами, получила значительное большинство в 134 места, несмотря на то, что получила всего на 5,6 % больше голосов, чем либералы Генри Кэмпбелла-Баннермана. Это во многом было связано с тем, что консерваторы получили 163 мандата в безальтернативных округах. Комитет рабочего представительства, позже ставший Лейбористской партией, впервые принял участие в парламентских выборах, добившись избрания в парламент Кейра Харди и Ричарда БеллаRichard Bell (British politician).

## Результаты
|        |                                    |                                   |                                   |           |        |         |       |       |
| Партия | Партия                             | Лидер                             | Кандидаты                         | Голоса    | Голоса | Голоса  | Места | Места |
| Партия | Партия                             | Лидер                             | Кандидаты                         | Голоса    | %      | ± п. п. | Места | ±     |
|        | Консерваторы и юнонисты            | Маркиз Солсбери                   | 569                               | 1 637 683 | 50,22  | ▲ 0,97  | 402   | ▼ 9   |
|        | Либералы                           | Генри Кэмпбелл-Баннерман          | 402                               | 1 469 500 | 45,07  | ▼ 0,51  | 183   | ▲ 6   |
|        | Партия гомруля                     | Джон Редмонд                      | 83                                | 57 576    | 1,77   | ▼ 2,16  | 76    | ▼ 6   |
|        | Независимые националисты           |                                   | 18                                | 23 706    | 0,73   | н/д     | 6     | ▲ 6   |
|        | Комитет рабочего представительства | Кейр Харди                        | 15                                | 41 900    | 1,29   | ▲ 0,24  | 2     | ▲ 2   |
|        | Независимые либералы               |                                   | 3                                 | 6423      | 0,19   | ▲ 0,09  | 1     | ▲ 1   |
|        | Независимые консерваторы           |                                   | 7                                 | 13 713    | 0,42   | н/д     | 0     | ▬     |
|        | Независимые                        |                                   | 3                                 | 4800      | 0,15   | ▲ 0,14  | 0     | ▬     |
|        | Шотландские рабочие                | Роберт Аллан                      | 1                                 | 3107      | 0,10   | новая   | 0     | ▬     |
|        | Независимые либерал-юнионисты      | Томас Харрисон                    | 1                                 | 1855      | 0,06   | новая   | 0     | ▬     |
|        | Независимые рабочие                | Джон Хемпсалл                     | 1                                 | 433       | 0,01   | новая   | 0     | ▬     |
|        | Всего                              | Всего                             | 1102                              | 3 262 696 | 100    | ▬       | 670   | ▬     |
|        | Избирателей зарегистрировано/Явка  | Избирателей зарегистрировано/Явка | Избирателей зарегистрировано/Явка | 6 730 935 | 74,67  | ▼ 3,11  |       |       |

Голоса (%)
| Голоса избирателей                 | Голоса избирателей | Голоса избирателей | Голоса избирателей | Голоса избирателей |
| ---------------------------------- | ------------------ | ------------------ | ------------------ | ------------------ |
| Консерваторы и юнонисты            |                    |                    | 50.22 %            |                    |
| Либералы                           |                    |                    | 45.07 %            |                    |
| Партия гомруля                     |                    |                    | 1.77 %             |                    |
| Комитет рабочего представительства |                    |                    | 1.29 %             |                    |
| Нез. националисты                  |                    |                    | 0.73 %             |                    |
| Другие                             |                    |                    | 0.93 %             |                    |

Места
| Места в парламенте (%)             | Места в парламенте (%) | Места в парламенте (%) | Места в парламенте (%) | Места в парламенте (%) |
| ---------------------------------- | ---------------------- | ---------------------- | ---------------------- | ---------------------- |
| Консерваторы и юнонисты            |                        |                        | 60.00 %                |                        |
| Либералы                           |                        |                        | 27.31 %                |                        |
| Партия гомруля                     |                        |                        | 11.34 %                |                        |
| Нез. националисты                  |                        |                        | 0.89 %                 |                        |
| Комитет рабочего представительства |                        |                        | 0.30 %                 |                        |
| Нез. либералы                      |                        |                        | 0.15 %                 |                        |

### Результаты выборов в Ирландии
В итоговое число не включены два депутата от Дублинского университета, один из которых был избран по списку юнионистов, второй от либералов-юнионистов.
|                        | Партия гомруля                 | Джон Редмонд             | 77  | ▼ 3 | 74,76 |
|                        | Ирландские юнионисты           | Эдвард Джеймс Сандерсон  | 18  | ▬   | 17,47 |
|                        | Либералы-юнионисты             | Джозеф Чемберлен         | 3   | ▼ 1 | 2,91  |
|                        | Националисты-хилиты            | Тимоти Хили              | 3   | ▲ 3 | 2,91  |
|                        | Либералы                       | Генри Кэмпбелл-Баннерман | 1   | ▬   | 0,97  |
|                        | Независимые националисты       |                          | 1   | ▲ 1 | 0,97  |
|                        | Независимые юнионисты          |                          | 0   | ▬   | 0     |
|                        | Независимые либералы-юнионисты |                          | 0   | ▬   | 0     |
| Всего                  | Всего                          | Всего                    | 103 | ▲ 2 | 100   |
| Источник: B. M. Walker |                                |                          |     |     |       |

| Места в Палате общин от Ирландии (%) | Места в Палате общин от Ирландии (%) | Места в Палате общин от Ирландии (%) | Места в Палате общин от Ирландии (%) | Места в Палате общин от Ирландии (%) |
| ------------------------------------ | ------------------------------------ | ------------------------------------ | ------------------------------------ | ------------------------------------ |
| Партия гомруля                       |                                      |                                      | 74.76 %                              |                                      |
| Ирландские юнионисты                 |                                      |                                      | 17.48 %                              |                                      |
| Националисты-хилиты                  |                                      |                                      | 2.91 %                               |                                      |
| Либералы-юнионисты                   |                                      |                                      | 2.91 %                               |                                      |
| Либералы                             |                                      |                                      | 0.97 %                               |                                      |
| Независимые националисты             |                                      |                                      | 0.97 %                               |                                      |

## После выборов
11 июля 1902 года, из-за слабого здоровья и смерти жены, маркиз Солсбери ушёл в отставку. Его преемником стал его племянник Артур Бальфур. На посту премьер-министра Бальфур в целом предоставил проведение внешней политики лорду Лансдауну, сам будучи занят внутренними проблемамиe. Тем временем, внутри либералов-юнионистов наметился раскол по вопросу тарифной политики. Бальфур, пытаясь уравновесить обе фракции, приняв отставку трёх министров-фритредеров, но почти одновременная отставка сторонника свободной торговли герцога Девонширского ослабила кабинет Бальфура, окончательно подорвав его авторитет в правительстве. Бальфур ушел с поста премьер-министра в декабре 1905 года, надеясь, что лидер либералов Кэмпбелл-Баннерман не сможет сформировать сильное правительство.

### Комментарии
1. 1 2  Приведённые здесь данные о количестве мест Либеральной партии включают спикера Палаты общин.
2. 1 2 3  В 1900 году Ирландская национальная лига[англ.], Объединённая ирландская лига[англ.] и Ирландская национальная федерация[англ.] объединились, воссоздав Ирландскую парламентскую партию (ИПП), она же Партия гомруля. Результаты ИПП на выборах сравниваются с результатами Федерации и Лиги на выборах 1895 года.
3. ↑  В странах Вестминстерской системы выборами цвета хаки (англ. Khaki Election) принято называть любые национальные выборы, на которые сильное влияние оказали военные или послевоенные настроения[2]. Причина такого названия в том, что выборы 1900 года проводились в разгар Второй англо-бурской войны, а хаки был цветом новой военной формы британской армии, которая была повсеместно принята в той войне[2]. К выборам цвета хаки помимо кампании 1900 года также принято относить британские парламентские выборы 1918, 1945 и 1983 годов, канадские федеральные выборы 1917 года.
4. ↑  Комитет рабочего представительства был создан при участии Независимой рабочей партии (НРП) и Социал-демократической федерации[англ.] (СДФ). Результаты Комитета на выборах сравниваются с результатами НРП и СДФ на выборах 1895 года.
5. ↑  Явка избирателей с учётом только округов, в которых проводилось голосование (4 369 284 избирателей). Безальтернативные выборы состоялись в 243 округах, в которых проживало 2 361 651 избирателей и в которых было избрано 163 консерватора и юниониста, 57 кандидата Ирландской парламентской партии, 22 либерала и 1 независимый ирландский националист. См. UK Election Results.